# 且末郡
且末郡（しょまつ-ぐん）は、中国にかつて存在した郡。隋代に現在の新疆ウイグル自治区チャルチャン県に設置された。

## 概要
609年（大業5年）、隋が吐谷渾を撃破すると、河源・西海・且末・鄯善の4郡が置かれた。且末郡は粛寧・伏戎の2県を管轄し、郡治は且末城に置かれた。